# Escàlem

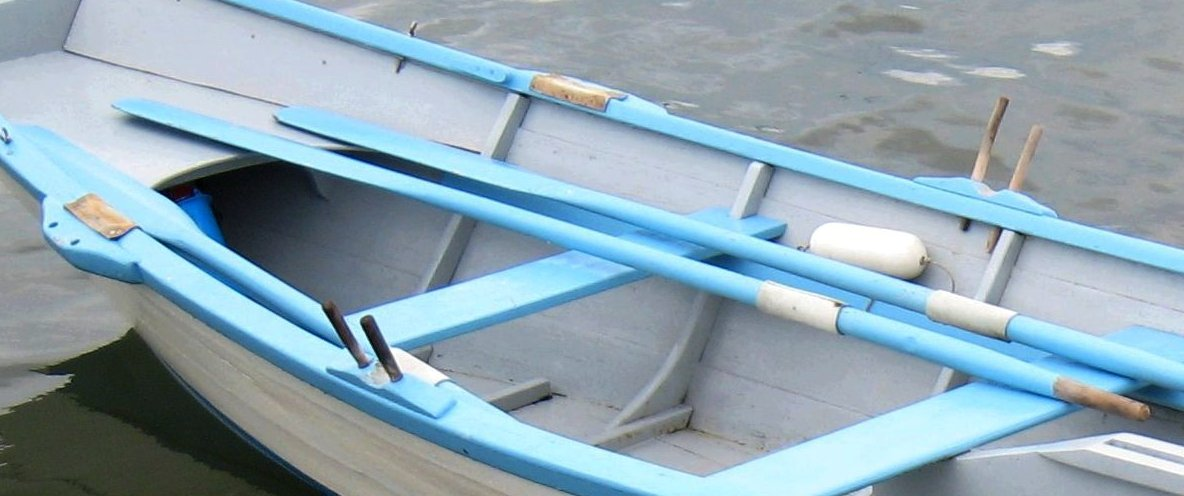
Escàlems dobles en una barca.

Un escàlem és una tija de fusta o de ferro amb la meitat de la seva llargària clavada sobre la regala d'una barca, amb un reforç anomenat escalemera, que serveix de punt de suport al rem.
L'escàlem clàssic serveix per retenir un estrop fixat a l'empunyadura del rem, per a donar-li suport durant la navegació. Els escàlems dobles fan la funció d'un escàlem senzill i permeten maniobrar el rem sense estrops.
També es dona el nom d'escàlem a dues peces de fusta fixes a la tapa de regala a una distància una de l'altra suficient perquè entre elles hi pugui passar el rem sense ballar massa, durant l'acció de vogar. Al primer escàlem se li diu porra i al segon dama.

## Escàlem de forqueta

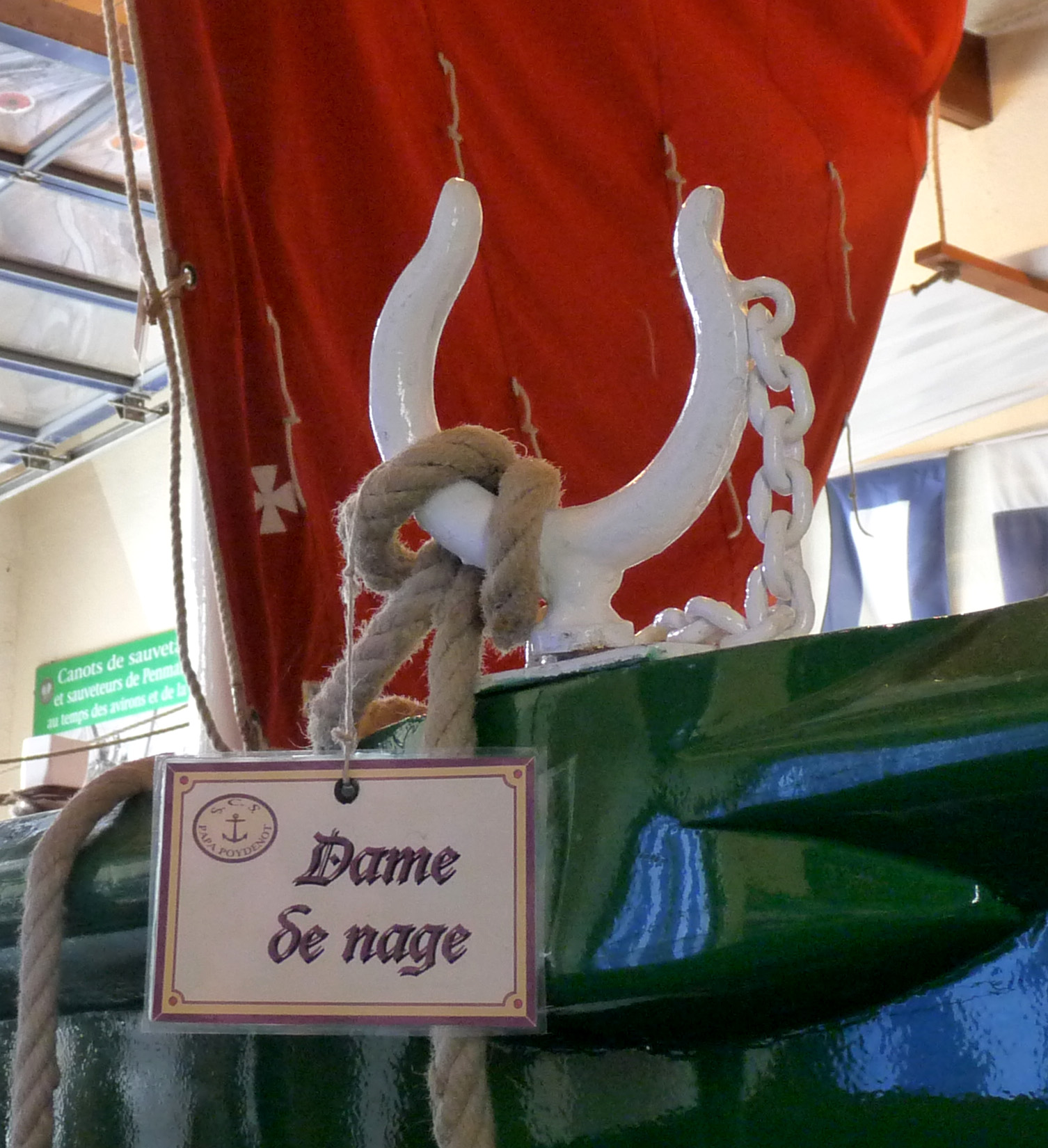
Escàlem d'un bot salvavides de 1900 reconstruït (Far d'Eckmühl, Finisterre).

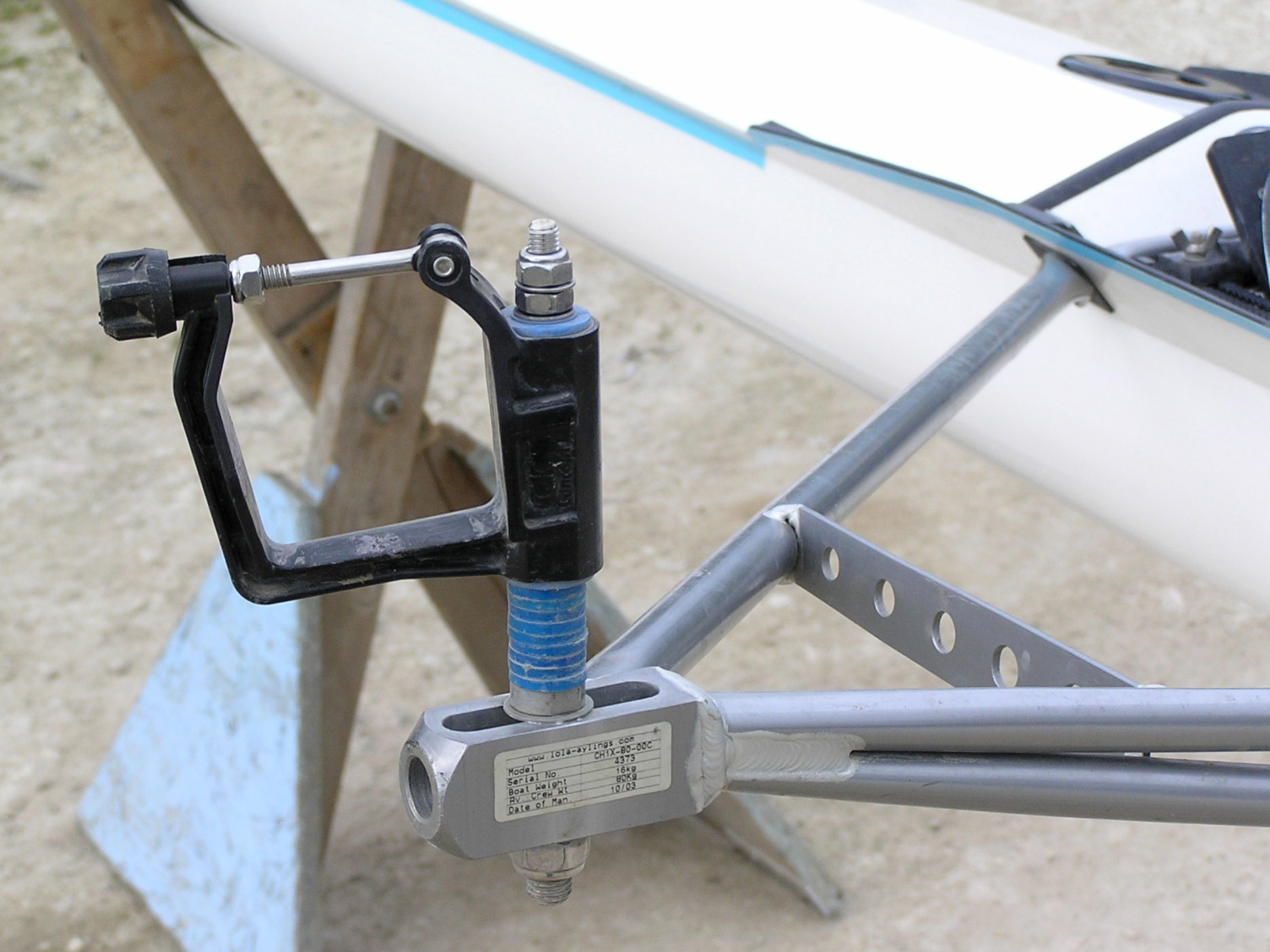
Escàlem emprat en l'esport de rem

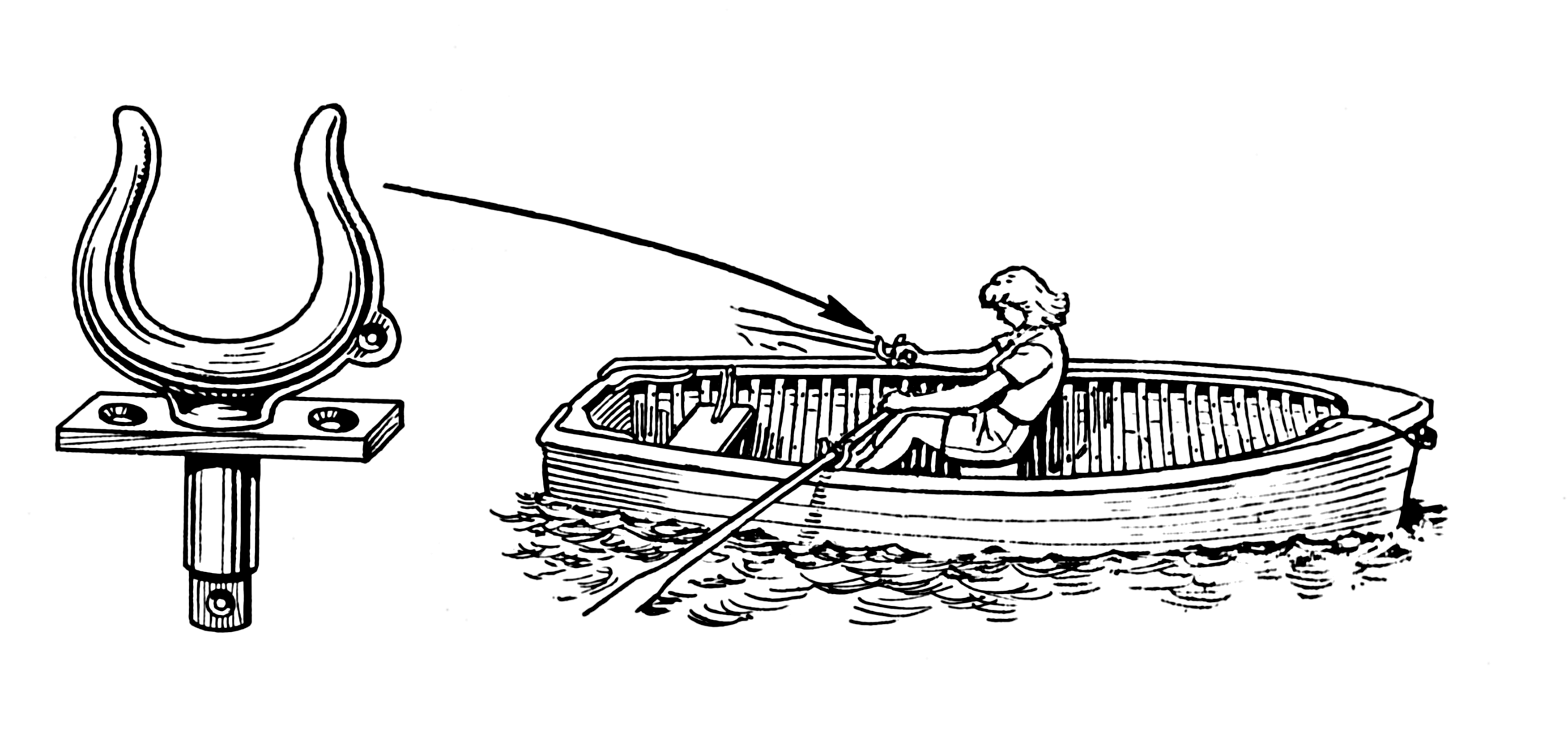
Esquema.

L'escàlem pot tenir forma de forqueta de ferro, bronze o fusta dura, assegurada a la tapa de la regala d'una embarcació menor, sobresortint d'ella poc més d'un decímetre i que serveix com a punt de suport al rem, per assegurar-lo es connecta el rem a la forqueta mitjançant un estrop de cànem que els abraça tots dos. Durant el moviment del rem juga el paper de pivot i transfereix a l'embarcació la reacció creada per la palada del rem.

## Escàlems moderns
Els escàlems moderns generalment van fixats per sobre de la borda, en les embarcacions estretes, com les embarcacions de l'esport de rem, en les quals van muntats a l'extrem dels estabilitzadors.
Habitualment van fixats sobre una petita estructura metàl·lica que acaba en forma d'U, i es tanquen per la seva part superior amb una tija basculant que s'assegura mitjançant una petita roda de plàstic, que es pot cargolar i descargolar. El conjunt va subjectat a un eix vertical i pot pivotar al voltant d'aquest eix seguint el moviment del rem.

## Curiositat
A França es va popularitzar, per a referirse als escàlems, el terme Dames de nage amb la publicació (el 2007) de la novel·la de Bernard Giraudeau,  Les Dames de nage ., que va fer ressò de l'exposició dedicada a l'artista-pintora Monique Frydman el 1995 al Museu de Belles Arts de Caen amb el títol Les dames de nage.  Dames de nage  és també el títol d'un recull de notícies de Jan Rozmuski publicat el 2004.